# Брабова (комуна)
Брабова (рум. Brabova) — комуна у повіті Долж в Румунії. До складу комуни входять такі села (дані про населення за 2002 рік):
- Брабова (630 осіб)
- Войта (30 осіб)
- Карайман
- Мосна (279 осіб)
- Рекіта-де-Жос (422 особи)
- Урдініца (450 осіб)

Комуна розташована на відстані 212 км на захід від Бухареста, 31 км на захід від Крайови.

## Населення
За даними перепису населення 2002 року у комуні проживали 1811 осіб, усі — румуни. Усі жителі комуни рідною мовою назвали румунську.
Склад населення комуни за віросповіданням:
| Релігія     | Кількість осіб | Відсоток |
| ----------- | -------------- | -------- |
| православні | 1810           | 99,9%    |
| бретрени    | 1              | 0,1%     |